# Мярьямаа (волость)
Мя́рьямаа (эст. Märjamaa vald) — бывшая волость в Эстонии в составе уезда Рапламаа.

## География
Площадь волости — 871,61 км², численность населения на  1 января 2012 года составляла 6674 человека.
Административный центр волости — посёлок Мярьямаа. Помимо этого, на территории волости находятся ещё 82 деревни.

## История
20 октября 2002 года в результате слияния 3 самоуправлений — бывшей волости Мярьямаа, посёлка Мярьямаа и волости Лоодна, была образована новая волость — Мярьямаа, тем самым став самой крупной волостью на территории Эстонии.

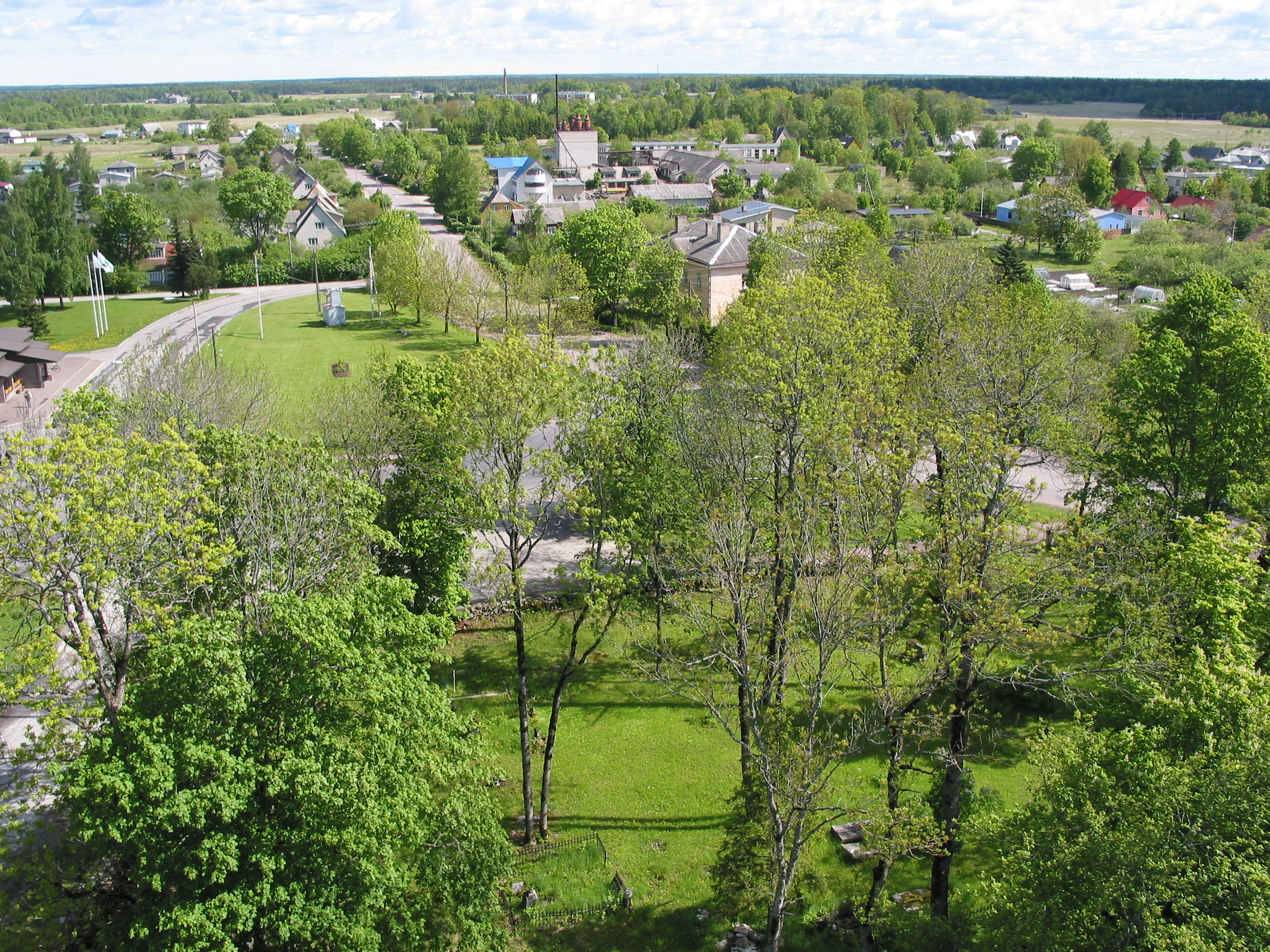
Посёлок Мярьямаа в 2004 году